# Grupo Multimedios
Grupo Multimedios (oficialmente con el nombre de  Multimedios SA de CV) es una empresa  mexicana de medios con participaciones en la industria de la televisión abierta, radio, publicaciones en imprenta informativa y entretenimiento.

## Historia
Multimedios fue fundada en el año 1940 cuando Jesús Dionisio González adquirió la emisora de radio regiomontana XEX, donde anteriormente laboraba, por un precio de $12500 pesos mexicanos. Después de la Segunda Guerra Mundial, el gobierno mexicano solicitó a la emisora XEX construir una estación nacional de canal libre, durante la construcción González seleccionó las letras XEAW  como nombre de la estación, que anteriormente habían pertenecido a otra estación ubicada en Reynosa, Tamaulipas. Durante la década de los años 1950, el grupo pasó a ser nombrado como Organización Estrellas de Oro, que en la década de los años 1990 cambió su nombre a Multimedios Estrellas de Oro y posteriormente a Grupo Multimedios.
Multimedios ingresó oficialmente a la industria de la televisión en 1968 cuando lanzó al aire el canal 12 XHAW-TV en su ciudad natal Monterrey. Una mayor expansión vendría en la década de 1980 y 1990, cuando el gobierno federal puso a disposición docenas de nuevas estaciones de radio y televisión, lo que llevó a Multimedios a establecer una presencia de transmisión en ciudades como Tijuana, Chihuahua y Tampico.

## Holdings de medios

### Radio
Multimedios posee 37 estaciones de radio y opera otras cinco. El portafolio de estaciones se concentra principalmente en el noreste de México, incluyendo 14 estaciones en la ciudad de Monterrey; a través de una combinación de adquisiciones, acuerdos operativos y estaciones ganadas en la subasta IFT-4 de 2017, Multimedios ha incrementado su presencia en el estado de Veracruz y en el occidente y centro de México. Además, Multimedios posee tres emisoras de radio en Costa Rica, que adquirió en 2018 en su compra del Grupo Latino de Radiodifusión a PRISA y Grupo Nación,  y Top Radio 97.2 de Madrid, España.

### Televisión abierta
Multimedios ingresó a ls industria de la televisión en 1968 cuando lanzó el canal 12 XHAW-TV en Monterrey. En las décadas de 1980 y 1990, la cadena de televisión se expandió a una cobertura regional centrada en los estados de Coahuila, Nuevo León y Tamaulipas . En la subasta de estaciones IFT-6 de 2017, Multimedios obtuvo seis concesiones adicionales para estaciones de televisión en la Ciudad de México, Guadalajara, Puebla, Ciudad Juárez, Durango y Monclova, lo que representa una importante expansión a nivel nacional, operando en regiones norte y centro de México.
El 29 de julio de 2017, Multimedios lanzó un canal de televisión independiente en Costa Rica, en el canal 44, mediante un acuerdo de licencia con la Fundación Internacional de las Américas.
Además, Multimedios posee el canal de noticias por cable Milenio Televisión, que comparte recursos con su periódico Milenio.

### Periódicos
Jesús Dionisio González fundó el Diario de Monterrey en el año 1974. El 1 de enero de 2000, el periódico comenzó a publicarse en la Ciudad de México y se convirtió en uno de los diarios de mayor alcance nacional, pasando a nombrarse Milenio. La empresa también se ha enfocado en la publicación de revistas.

### Publicidad exterior
Grupo Pol opera como una filial de Grupo Multimedios enfocado en la publicidad exterior con presencia en México y otros países de Centroamérica.

## Deportes
En febrero de 2017, Multimedios incursionó en el mundo del deporte al adquirir el 50 % de los Sultanes de Monterrey, equipo de béisbol cuya otra mitad pertenecía al reconocido exbeisbolista mexicano José Maiz García. La compañía amplió su presencia en el sector deportivo en 2018 al adquirir la Fuerza Regia, equipo de la Liga Nacional de Baloncesto Profesional (LNBP) así como cuatro nuevas franquicias de expansión dentro de la misma liga. Ese mismo año, también se convirtió en el accionista mayoritario de los Bravos de León, permitiendo que el equipo pudiera competir en la temporada 2019. Posteriormente, Multimedios vendió esta última franquicia.

## Otras participaciones
Multimedios también tiene inversiones en otros sectores, como la desarrolladora inmobiliaria Altea Desarrollos; tres bodegas ubicadas en España, Lleiroso, Bodega de Sarría e Inversiones Vitivinícolas que, en conjunto, producen alrededor de 7.5 millones de botellas de vino al año; así como el parque de atracciones Bosque Mágico, ubicado en Monterrey.
En 2015, la empresa Comercializadora Jubileo una filial de Multimedios que previamente se enfocaba en la fabricación de juguetes para parques de diversiones recibió un contrato del gobierno estatal por 538 millones de pesos para llevar a cabo la construcción de una planta potabilizadora de agua. Un nuevo gobierno estatal decidió cancelar el contrato en 2016.  La Procuraduría General de Justicia de Nuevo León afirmó posteriormente que a Jubileo se le había adjudicado el contrato a pesar de su falta de experiencia previa en tratamiento de agua y de no haber cumplido con los requisitos de licitación.

## Antiguas propiedades

### Televisión por cable
Multimedios anteriormente poseía el 50 por ciento de Televisión Internacional, SA de CV, que cotizaba como Cablevisión Monterrey. Cablevisión proporcioaba servicio de cable e internet al área metropolitana de la ciudad de Monterrey. En 2016, Multimedios anuncio la venta de su participación al otro propietario del 50 por ciento, el conglomerado multimedios mexicano Televisa, y Cablevisión Monterrey fue absorbida por la filial de Televisa, Izzi Telecom.

### Salas de cine
Anteriormente las empresas contaba con una cadena de cines con el nombre de MMCinemas, fundada en 1981, fue puesto a la venta en 2006 y vendida en 2008 a la empresa mexicana Grupo México, que renombró todas sus unidades como Cinemex.